# Kildegårds Plads
Kildegårds Plads er en plads i Gentofte beliggende, hvor Lyngbyvej møder Ellegårdsvej, Kildegårdsvej og Gentoftegade.
Pladsen ligger meget centralt, hvad angår offentlig transport, og betjenes af Movias buslinjer 150S, 166, 169, 179, 184, 196 og 94N.
Lige ved pladsen ligger den store Kildegård Privatskole, der tidligere hed Kildegård Gymnasium, og tæt ved ligger Gentofte Amtssygehus.
På selve pladsen findes forskellige forretninger: FoodMart forhenværende nem derefter Easy 24 som skiftede navn til Easy, der også huser et posthus, et pizzeria, Statoil, Shell, et Røverkøb Farvecenter, en tandlægeklinik, en Fitness World, samt en fodterapeut.
Fra 1924 lå Karen Volfs hovedsæde her. Fabrikken er senere flyttet.
|  | Denne artikel om en bygning eller et bygningsværk kan blive bedre, hvis der indsættes et (bedre) billede. Du kan hjælpe ved at afsøge Wikimedia Commons for et passende billede eller lægge et op på Wikimedia Commons med en af de tilladte licenser og indsætte det i artiklen. |

55°44′17.58″N 12°32′22.89″Ø / 55.7382167°N 12.5396917°Ø